# Atti di neutralità degli anni Trenta
I Neutrality Act furono una serie di leggi approvate dal Congresso degli Stati Uniti negli anni trenta (specificatamente nel 1935, nel 1936, nel 1937 e nel 1939) in risposta alla crescente minaccia e alle guerre che alla fine portarono alla seconda guerra mondiale. Esse vennero stimolate dalla crescita nell'isolazionismo e nel non interventismo negli Stati Uniti successivo alla costosa partecipazione nella prima guerra mondiale e cercarono di assicurare che gli Stati Uniti non si sarebbero di nuovo invischiati in conflitti stranieri.
L'eredità delle Leggi sulla Neutralità è ampiamente considerata come generalmente negativa: non fecero alcuna distinzione tra aggressore e vittima, trattandoli entrambi ugualmente come "belligeranti", e limitarono la capacità del governo degli Stati Uniti di aiutare la Gran Bretagna e la Francia contro la Germania nazista. Le leggi vennero in gran parte abrogate nel 1941, a fronte degli attacchi sottomarini tedeschi delle navi statunitensi e dell'attacco giapponese a Pearl Harbor.

## Antefatti
Le udienze della Commissione Nye tra il 1934 e il 1936 e diversi libri tra i più venduti del periodo, come I mercanti di morte (1934) di H. C. Engelbrecht, sostennero la convinzione di molti americani che l'entrata degli Stati Uniti nella guerra mondiale era stata orchestrata da banchieri e mercanti d'armi per motivi di profitto. Ciò rafforzò la posizione degli isolazionisti e dei non interventisti nel paese.
Le forze potenti nel Congresso degli Stati Uniti che spingevano per il non-interventismo e per forti Neutrality Act furono i senatori repubblicani William Edgar Borah, Arthur H. Vandenberg, Gerald P. Nye e Robert M. La Follette Jr., ma il supporto del non-interventismo non era limitato al partito repubblicano. L'Emendamento Ludlow, che richiedeva un referendum pubblico prima di ogni dichiarazione di guerra eccetto nei casi di difesa contro un attacco diretto, venne introdotto più volte senza successo tra il 1935 e il 1940 dal deputato democratico Louis Ludlow.
Il presidente democratico Roosevelt e soprattutto il suo segretario di Stato Cordell Hull erano critici dei Neutrality Act, temendo che avrebbero limitato le azioni dell'amministrazione per sostenere le nazioni amiche. Anche se sia la Camera che il Senato ebbero grandi maggioranze democratiche nel corso di questi anni, ci fu un sostegno sufficiente alle leggi tra i democratici (in particolare quelli che rappresentavano gli Stati del Sud) per garantire la loro approvazione. Sebbene il supporto del Congresso non fosse sufficiente a sostituire un veto presidenziale, Roosevelt sentiva che non poteva permettersi di snobbare il Sud e la rabbia dell'opinione pubblica, soprattutto mentre fronteggiava la rielezione nel 1936 e necessitava della cooperazione del Congresso sulle questioni di politica interna. Con notevole riluttanza, il presidente firmò i Neutrality Act come legge.

## Neutrality Act del 1935
Il Dipartimento di Stato di Roosevelt fece pressioni per le disposizioni di embargo che avrebbero permesso al Presidente d'imporre sanzioni in modo selettivo. Queste vennero respinte dal Congresso. La legge del 1935, firmata il 31 agosto 1935, impose un embargo generale sul commercio di armi e materiale bellico con tutte le parti in guerra. Dichiarò inoltre che i cittadini americani che viaggiavano sulle navi in guerra viaggiavano a proprio rischio. La legge venne impostato per scadere dopo sei mesi. Quando il Congresso approvò il Neutrality Act del 1935, il Dipartimento di Stato istituì un ufficio per applicare le disposizioni della legge: l'Ufficio del controllo delle armi e delle munizioni, ribattezzato Divisione dei controlli nel 1939, quando l'ufficio venne ampliato.
Roosevelt si appellò alla legge dopo l'invasione italiana dell'Etiopia nell'ottobre 1935, evitando tutte le spedizioni di armi e munizioni ad Italia ed Etiopia. Egli dichiarò anche un "embargo morale" contro i belligeranti, coprendo il commercio che non rientrava sotto la Legge sulla Neutralità.

## Neutrality Act del 1936
Il Neutrality Act del 1936, approvato nel febbraio dello stesso anno, rinnovò le disposizioni della legge del 1935 per altri 14 mesi. Vietò inoltre tutti i prestiti o i crediti ai belligeranti.
Tuttavia, questa legge non copriva le "guerre civili", come quella in Spagna (1936-1939), né copriva materiali usati nella vita civile come mezzi pesanti e petrolio. Le aziende statunitensi come la Texaco, la Standard Oil, la Ford, la General Motors e la Studebaker sfruttarono questa scappatoia per vendere tali articoli ai nazionalisti del generale Franco a credito. A partire dal 1939, la Spagna doveva a queste e ad altre aziende più di 100000000 $.

## Neutrality Act del 1937
Nel gennaio 1937, il Congresso approvò una risoluzione congiunta che vietava il commercio di armi con la Spagna. Il Neutrality Act del 1937, approvato a maggio, comprendeva le disposizioni delle leggi precedenti, questa volta senza data di scadenza, e venne estesa anche alle guerre civili.  Inoltre, alle navi americane era proibito il trasporto di passeggeri o articoli ai belligeranti e ai cittadini americani era vietato di viaggiare su navi delle nazioni belligeranti. Su concessione di Roosevelt, venne aggiunta una disposizione "cash-and-carry" che venne messa a punto dal suo consigliere Bernard Baruch: il presidente avrebbe potuto consentire la vendita di materiali e rifornimenti ai belligeranti in Europa fino a quando i destinatari organizzavano il trasporto e pagavano immediatamente in contanti, con l'argomento che ciò non avrebbe attratto gli Stati Uniti nel conflitto. Roosevelt credeva che il cash-and-carry avrebbe aiutato la Francia e la Gran Bretagna in caso di una guerra con la Germania, poiché erano gli unici paesi che controllavano i mari ed erano in grado di approfittare della disposizione. La clausola di cash-and-carry venne impostata per scadere dopo due anni.
Il Giappone invase la Cina nel luglio del 1937, iniziando la seconda guerra sino-giapponese. Il presidente Roosevelt, che sosteneva la parte cinese, scelse di non appellarsi ai Neutrality Act, in quanto le parti non avevano formalmente dichiarato guerra. Così facendo, si assicurò che gli sforzi della Cina per difendersi non venissero ostacolati dalla normativa: la Cina era dipendente dalle importazioni di armi e solo il Giappone sarebbe stato in grado di approfittare del cash-and-carry. Ciò indignò gli isolazionisti del Congresso, che sostennero che lo spirito della legge era stato minato. Roosevelt dichiarò che avrebbe vietato alle navi americane di trasportare armi ai belligeranti, ma permise alle navi inglesi il trasporto di armi americane alla Cina.  Roosevelt pronunciò il suo Discorso della Quarantena nel mese di ottobre 1937, che delineava un allontanamento dalla neutralità e un avvicinamento alla "messa in quarantena" di tutti gli aggressori. Impose poi un "embargo morale" sulle esportazioni degli aerei in Giappone.

## Neutrality Act del 1939
All'inizio del 1939, dopo che la Germania nazista invase la Cecoslovacchia, Roosevelt tentò d'influenzare il Congresso a rinnovare la clausola cash-and-carry. Venne respinto decisamente, la disposizione scadde e l'obbligo dell'embargo sulle armi rimase in vigore.
Nel settembre del 1939, dopo che la Germania invase la Polonia, la Gran Bretagna e la Francia dichiararono guerra alla Germania. Roosevelt si appellò alle disposizioni del Neutrality Act, ma andò davanti al Congresso e si rammaricò che i Neutrality Act avrebbero potuto dare un aiuto passivo ad un aggressore. Il Congresso era diviso. Nye voleva ampliare l'embargo ed altri isolazionisti come Vandenberg e Hiram Johnson giurarono di combattere "dall'inferno alla colazione" il desiderio di Roosevelt di allentare l'embargo. Tuttavia un "rilevante leader repubblicano", che sostenne di aiutare le nazioni sotto attacco, disse a H. V. Kaltenborn che l'embargo era inutile perché un paese neutrale come l'Italia poteva comprare dagli Stati Uniti e vendere le proprie armi alla Germania, mentre le compagnie statunitensi avrebbero trasferito le fabbriche in Canada.
Roosevelt prevalse sugli isolazionisti ed il 4 novembre firmò il Neutrality Act del 1939, che consentiva il commercio di armi con i paesi belligeranti (Gran Bretagna e Francia) su una base cash-and-carry, così di fatto finì l'embargo sulle armi. Inoltre, vennero abrogati i Neutrality Act del 1935 e del 1937, ai cittadini e alle navi americane venne impedito di entrare in zone di guerra designate dal Presidente ed il Consiglio Nazionale del Controllo delle Munizioni (che era stato creato dal Neutrality Act del 1935) venne incaricato di rilasciare le licenze di tutte le importazioni e di tutte le esportazioni di armi. Il commercio di armi senza licenza divenne un crimine federale, con una pena fino a due anni di carcere.

## Fine della politica di neutralità
La fine della politica di neutralità avvenne con il Lend-Lease Act del marzo 1941, che permise agli Stati Uniti di vendere, prestare o dare materiale bellico alle nazioni che l'amministrazione voleva sostenere: Gran Bretagna, Francia e Cina.
Dopo ripetuti attacchi da parte dei sottomarini tedeschi sulle navi degli Stati Uniti, Roosevelt annunciò, l'11 settembre 1941, che aveva ordinato alla U.S. Navy di attaccare le navi da guerra tedesche ed italiane nelle "acque che riteniamo necessarie per la nostra difesa". Dopo l'affondamento del cacciatorpediniere americano USS Reuben James il 31 ottobre, molte delle disposizioni delle Leggi sulla Neutralità vennero abrogate il 17 novembre 1941, le navi mercantili vennero autorizzate ad essere armate e ad effettuare eventuali carichi di nazioni belligeranti. Gli Stati Uniti dichiararono formalmente guerra al Giappone l'8 dicembre 1941 in seguito all'attacco di Pearl Harbor del giorno precedente; Germania e Italia dichiararono guerra agli Stati Uniti l'11 dicembre 1941, e gli Stati Uniti risposero con una dichiarazione di guerra lo stesso giorno.

## Applicazioni successive
La disposizione contro il commercio di armi senza licenza della legge del 1939 restò in vigore.
Nel 1948, Charles Winters, Al Schwimmer e Herman Greenspun vennero condannati ai sensi della legge del 1939 dopo aver contrabbandato bombardieri Boeing B-17 Flying Fortress dalla Florida allo stato nascente d'Israele durante la guerra arabo-israeliana del 1948. Tutti e tre ricevettero la grazia presidenziale nei decenni successivi.